# Avesta
Avesta är en tätort samt centralort i Avesta kommun, Dalarnas län belägen utmed Dalälven i södra Dalarna. Till tätorten räknas även Skogsbo, liksom Krylbo och Karlbo i den sydöstra utkanten av Avesta. SCB:s namn är sedan 2018 Avesta-Krylbo.
Orten är främst känd för sin järn- och stålindustri, men har även haft kopparindustri och myntverk. Världens största mynt, ett tiodalers plåtmynt à 19,7 kg, är tillverkat i Avesta och finns att beskåda på ortens myntmuseum. I centrala Avesta finns Döda Fallen, ett geologiskt intressant område där flera stora vattenfall fanns för omkring 8 000 år sedan.

## Ortnamnet
Namnet kommer från byn Åvsta (1303 Aghastadhum) som hade ett laxfiske vid nuvarande Avesta, 1643 kallad Åffwestafors. Förleden i Åvsta är ave, älvutvidgning. Efterleden är antingen stad, 'båtplats' eller sta(d), 'plats, ställe'.

## Historia

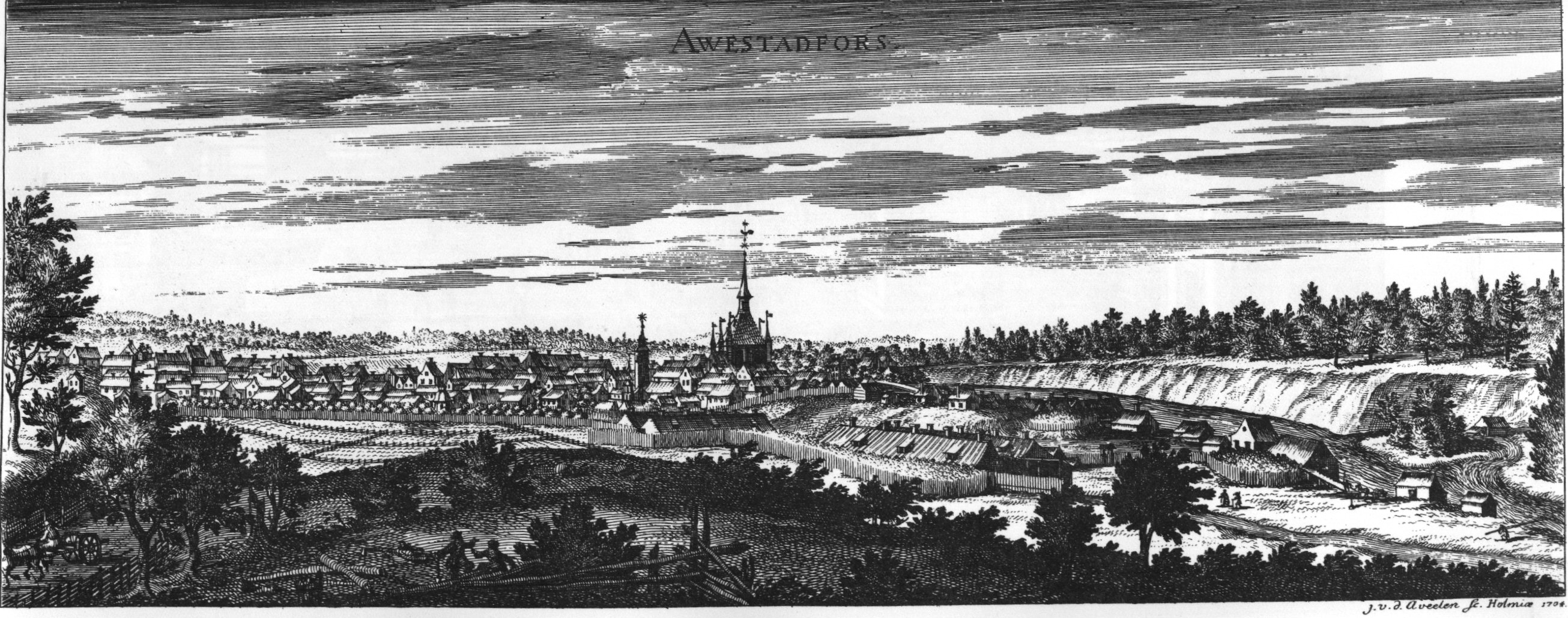
Avesta i slutet av 1600-talet. Från Suecia antiqua et hodierna.

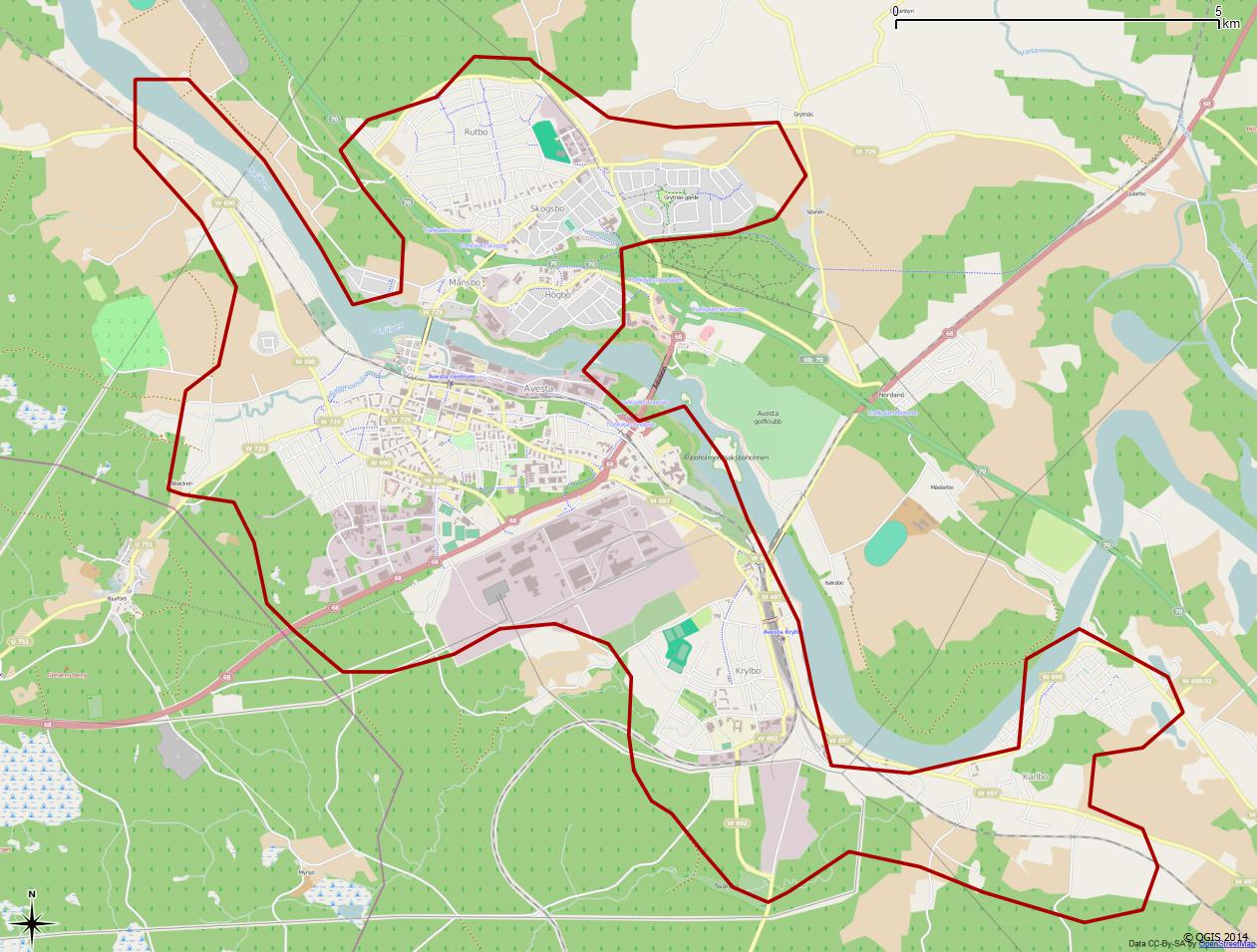
Tätorten Avestas avgränsning 1990.

Redan under medeltiden fanns det en hytta strax utanför nuvarande Avesta. År 1636 inleddes byggandet av ett kopparverk intill Avestaforsen för att ersätta ett äldre i Säter. Verket kom tidvis att vara ett av Europas största. Initiativtagare var ursprungligen holländaren Govert Silentz, men redan 1642 övertogs det av myntmästaren Marcus Kock. 1642 lät denna också flytta myntverket i Säter för prägling av kopparmynt till Avesta och 1644 kunde produktionen komma igång. Myntverket kom mellan åren 1644 och 1831 att stå för i stort sett all prägling av kopparmynt i Sverige. Kopparverket drogs 1667 in till staten men frigavs åter, men drogs på nytt in vid reduktionen 1686. Kopparbergslaget arrenderade verket 1700-1777 varefter det köptes av Stora Kopparberg. Det lilla brukssamhället hade redan år 1641 tilldelats stadsrättigheter under Falu stad och under 1600-talets senare del blomstrade utvecklingen. Kritik och konkurrens från närbelägna städer ledde dock till att privilegierna drogs in redan 1688. Avesta, som då hade cirka 800 invånare, upplevde under de följande åren en drastisk befolkningsminskning. Den 15 september 1803 drabbades Avesta av en förödande brand vilket bidrog till att minska koppartillverkningen. 1805 hade Avesta 732 invånare.
1832 drabbades staden av en ny brand som förstörde hela bruket och större delen av samhället, vilket medförde att kopparmyntstillverkningen flyttades härifrån, från 1863 började Stora Kopparberg bearbeta råkopparen i egna fabriker i Falun och 1869 lades kopparverket i Avesta ned.
Det dröjde dock inte länge förrän nya industriella verksamheter etablerades i det gamla kopparverkets ställe. Redan 1823 hade Stora Kopparbergs bergslags AB anlagt tre stångjärnshammare för att ersätta den minskande koppartillverkningen i Avesta. Under lågkonjunkturen på 1870-talet såldes 1872 bruket till Hjalmar Petre och H A Cornelius.
1874 påbörjades anläggandet av ett järnverk och 1883 bildades Avesta Jernverks AB. 1880 hade befolkningen stigit till 1.572 invånare, 1900 till 3.726 invånare och 1919 då orten åter blev stad hade Avesta cirka 5 000 invånare. Nu följde även fler industrier, exempelvis Månsbo Kloratfabrik, som anlades 1893-94 av Stockholms Superfosfat Fabriks AB mitt emot Avesta järnverk vid Storforsen. Järnverket har dock sedan etableringen varit den dominerande arbetsplatsen och starkt bidragit till att forma de goda tillväxtbetingelser som rådde fram till 1970-talet. Avesta AB, som bildades 1984 ur det gamla företaget, har genom fusioner under slutet av 1900-talet helt övergått i utländsk ägo. Sedan år 2003 går verksamheten under namnet Outokumpu Stainless.

### Administrativa tillhörigheter
Avesta var kyrkby i Avesta socken. 28 juni 1889 blev orten ett municipalsamhälle i Avesta landskommun, 1907 ombildades Avesta landskommun till Avesta köping som 1 april 1919 ombildades till Avesta stad. Bebyggelsen kom tidigt att även ligga i kringliggande socknar och växte även samman med Krylbo köping. 1967 utökades staden med dessa kringliggande socknar/landskommuner samt Krylbo köping och orten Avesta kom därefter att bara omfatta en mindre del av stadens yta. 1971 uppgick stadskommunen i Avesta kommun med orten Avesta som centralort i kommunen.
Orten tillhörde och tillhör Avesta församling med delar i Folkärna och Grytnäs församlingar.
Orten ingick till 1971 i Folkare tingslag. Från 1971 till 2001 ingick orten i Hedemora domsaga och ingår sedan 2001 i Falu domkrets.

### Befolkningsutveckling
| Befolkningsutvecklingen i Avesta köping 1910–1915                                                     | Befolkningsutvecklingen i Avesta köping 1910–1915 | Befolkningsutvecklingen i Avesta köping 1910–1915 | Befolkningsutvecklingen i Avesta köping 1910–1915 | Befolkningsutvecklingen i Avesta köping 1910–1915 |
| --- | ------------------------------------------------- | ------------------------------------------------- | ------------------------------------------------- | ------------------------------------------------- |
| |                                                   |                                                   |                                                   |                                                   |
| År |                                                   |                                                   | Invånare                                          |                                                   |
| 1910                                                                                                  | 1910                                              |                                                   | 4 556                                             | 4 556                                             |
| 1915                                                                                                  | 1915                                              |                                                   | 4 909                                             | 4 909                                             |
| Källa: SCB - Statistisk årsbok för Sverige och SCB - Folkmängd inom administrativa områden 1910-1961. |                                                   |                                                   |                                                   |                                                   |

| Befolkningsutvecklingen i Avesta stad 1920–1955 | Befolkningsutvecklingen i Avesta stad 1920–1955 | Befolkningsutvecklingen i Avesta stad 1920–1955 | Befolkningsutvecklingen i Avesta stad 1920–1955 | Befolkningsutvecklingen i Avesta stad 1920–1955 |
| --- | ----------------------------------------------- | ----------------------------------------------- | ----------------------------------------------- | ----------------------------------------------- |
| |                                                 |                                                 |                                                 |                                                 |
| År |                                                 |                                                 | Invånare                                        |                                                 |
| 1920 | 1920                                            |                                                 | 5 599                                           | 5 599                                           |
| 1925 | 1925                                            |                                                 | 5 177                                           | 5 177                                           |
| 1930 | 1930                                            |                                                 | 5 043                                           | 5 043                                           |
| 1935 | 1935                                            |                                                 | 5 349                                           | 5 349                                           |
| 1940 | 1940                                            |                                                 | 6 010                                           | 6 010                                           |
| 1945 | 1945                                            |                                                 | 6 325                                           | 6 325                                           |
| 1950 | 1950                                            |                                                 | 7 635                                           | 7 635                                           |
| 1955 | 1955                                            |                                                 | 9 410                                           | 9 410                                           |
| Källa: SCB - Folkmängd inom administrativa områden 1910-1961 och Folkmängd 31 dec 1950-1975 i län, kommuner och församlingar enligt kommunindelningen 1 jan 1976. |                                                 |                                                 |                                                 |                                                 |

| Befolkningsutvecklingen i Avesta 1960–2020 | Befolkningsutvecklingen i Avesta 1960–2020 | Befolkningsutvecklingen i Avesta 1960–2020 | Befolkningsutvecklingen i Avesta 1960–2020 | Befolkningsutvecklingen i Avesta 1960–2020 |
| ------------------------------------------ | ------------------------------------------ | ------------------------------------------ | ------------------------------------------ | ------------------------------------------ |
|                                            |                                            |                                            |                                            |                                            |
| År                                         |                                            |                                            | Folkmängd                                  | Areal (ha)                                 |
| 1960                                       | 1960                                       |                                            | 19 141                                     |                                            |
| 1965                                       | 1965                                       |                                            | 20 387                                     |                                            |
| 1970                                       | 1970                                       |                                            | 19 915                                     |                                            |
| 1975                                       | 1975                                       |                                            | 19 095                                     |                                            |
| 1980                                       | 1980                                       |                                            | 18 323                                     |                                            |
| 1990                                       | 1990                                       |                                            | 16 861                                     | 1 310                                      |
| 1995                                       | 1995                                       |                                            | 16 071                                     | 1 323                                      |
| 2000                                       | 2000                                       |                                            | 14 847                                     | 1 325                                      |
| 2005                                       | 2005                                       |                                            | 14 738                                     | 1 344                                      |
| 2010                                       | 2010                                       |                                            | 14 506                                     | 1 391                                      |
| 2015                                       | 2015                                       |                                            | 11 949                                     | 1 077                                      |
| 2020                                       | 2020                                       |                                            | 16 268                                     | 1 493                                      |
| Anm.: Krylbo med Karlbo utbruten 2015.     |                                            |                                            |                                            |                                            |

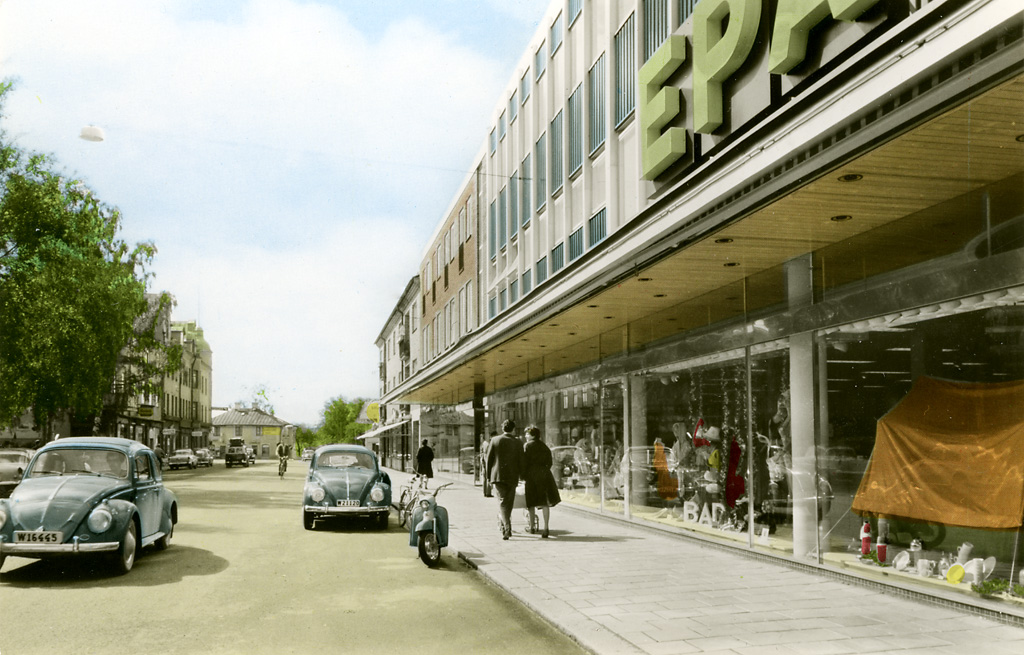
Kungsgatan i Avesta på 1950-talet.

Sedan 2018 räknar SCB åter med Krylbo och Karlbo i tätorten, som nu benämns Avesta-Krylbo. 

## Bebyggelse

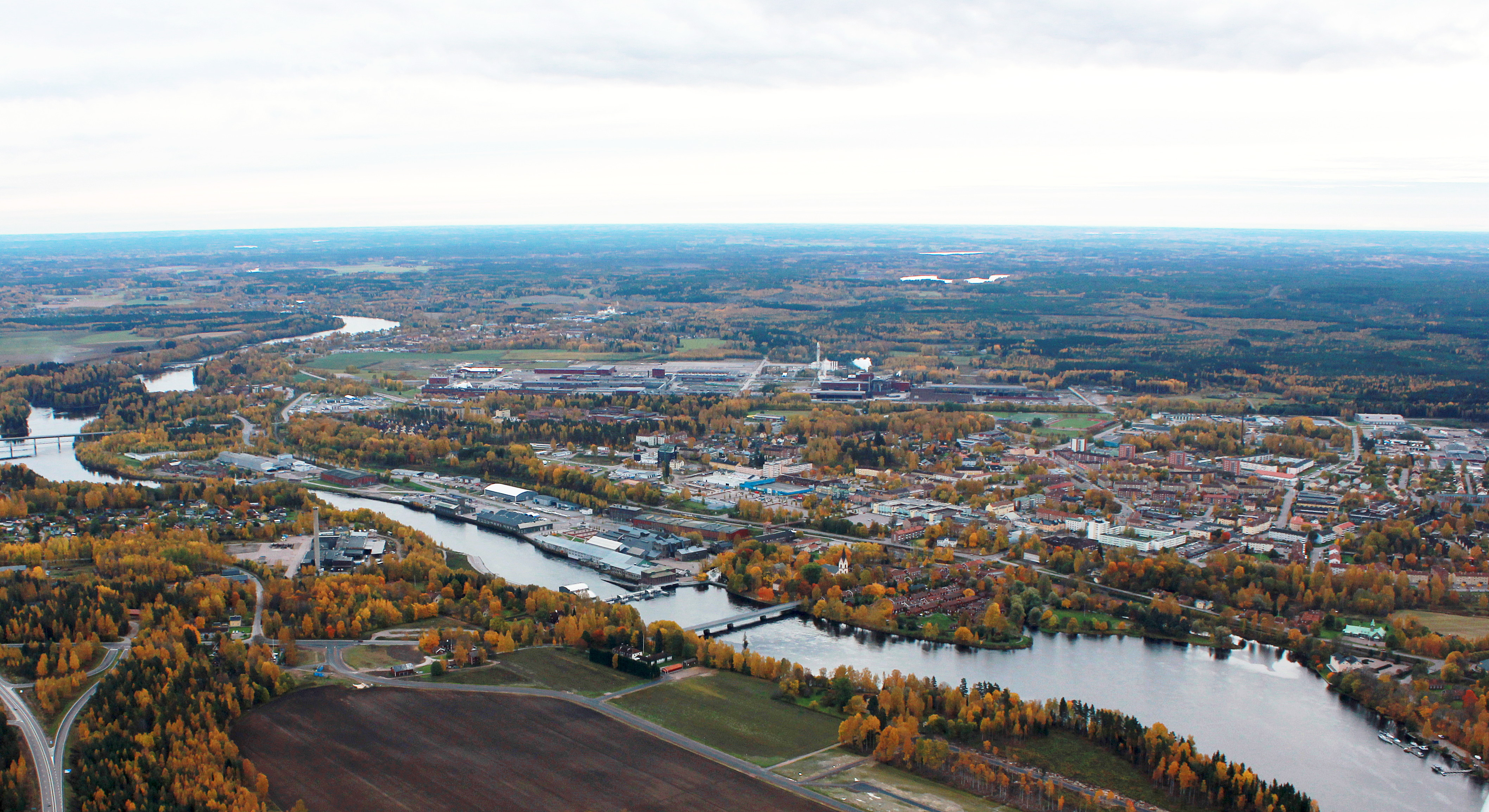
Avesta, från Högbo och Månsbo t.v. till Prästjorden t.h, med Dalälven tvärs igenom.

Gamla Byn är området som avgränsas i norr och väster av Dalälven, i söder av järnvägen och i öster av kyrkan och Koppardalen, det gamla järnverksområdet. I detta område byggdes Avesta upp på 1600-talet enligt en rutnätsplan. Några enstaka hus från 1600-talet finns kvar, men huvuddelen av Gamla Byn byggdes upp på nytt efter att området brann 1803. Stadsdelen har ett enhetligt utseende med många välbevarade timmerhus. Där finns även bruksherrgården, som byggdes 1820-25 på det gamla torget mellan kyrkan och älven, och på platsen för den gamla herrgården från 1762-65. Nedanför herrgården ligger Avesta myntmuseum, som beskriver kopparmyntpräglingen. På myntmuseet finns ett av världens största mynt, ett så kallat plåtmynt. Öster om herrgården och kyrkan ligger det gamla järnverksområdet, som har omvandlats till småindustriområdet Koppardalen efter att järnverket flyttat verksamhetens huvuddel till Södra Verken i stadens sydöstra del.

### Avesta kyrka
Huvudartikel: Avesta kyrka

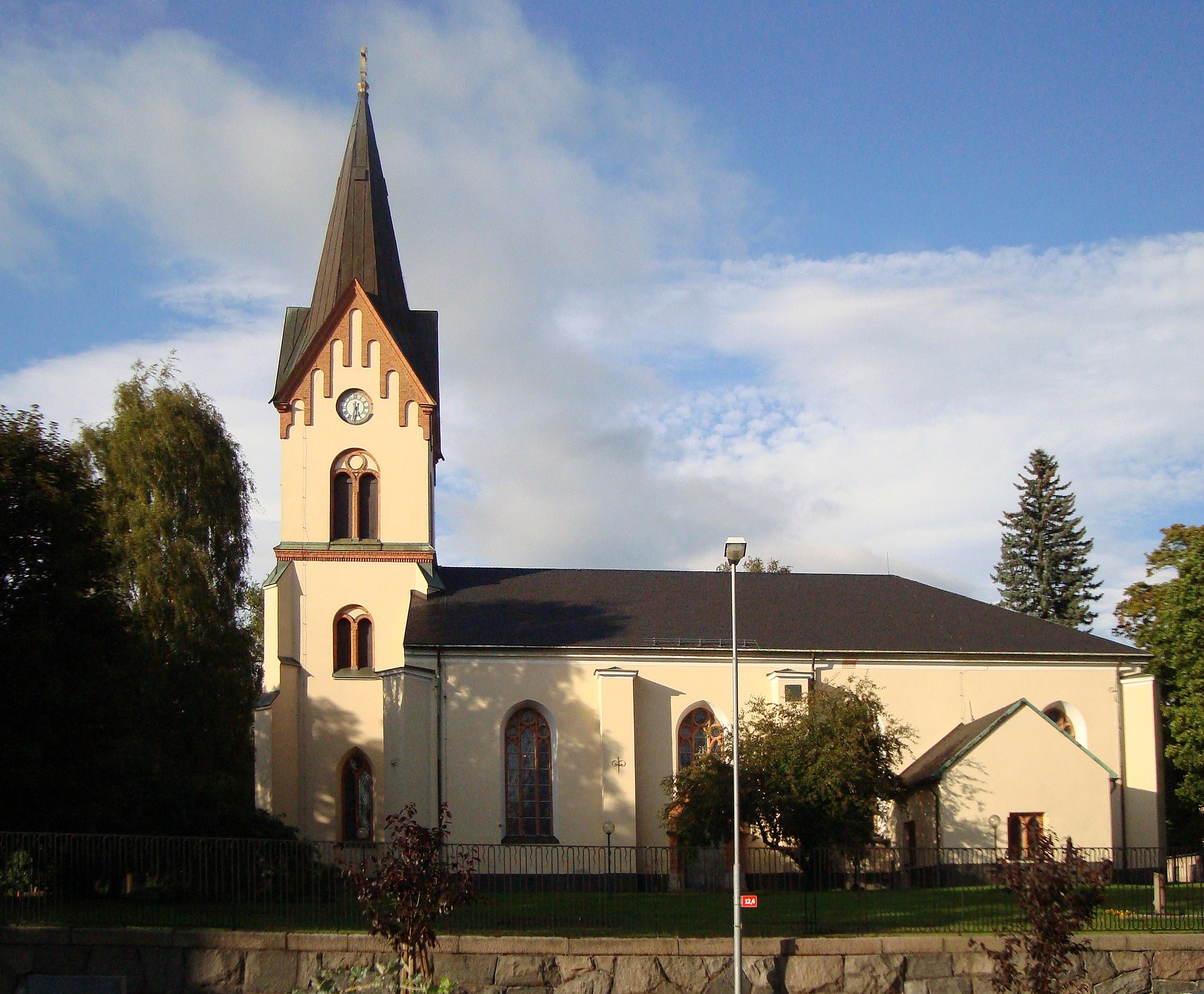
Avesta kyrka.

Avesta kyrka är byggd av sten med två skepp och invigdes 1655. Vid branden 1803 förstördes det höga, valmade taket som varit kyrkans ursprungliga. 1852 stod ett nytt kyrktorn klart, som hade ritats av Carl Georg Brunius. Kyrkan är belägen intill Avestaforsen i Dalälven och i kanten av Gamla byn.

### Det moderna Avesta

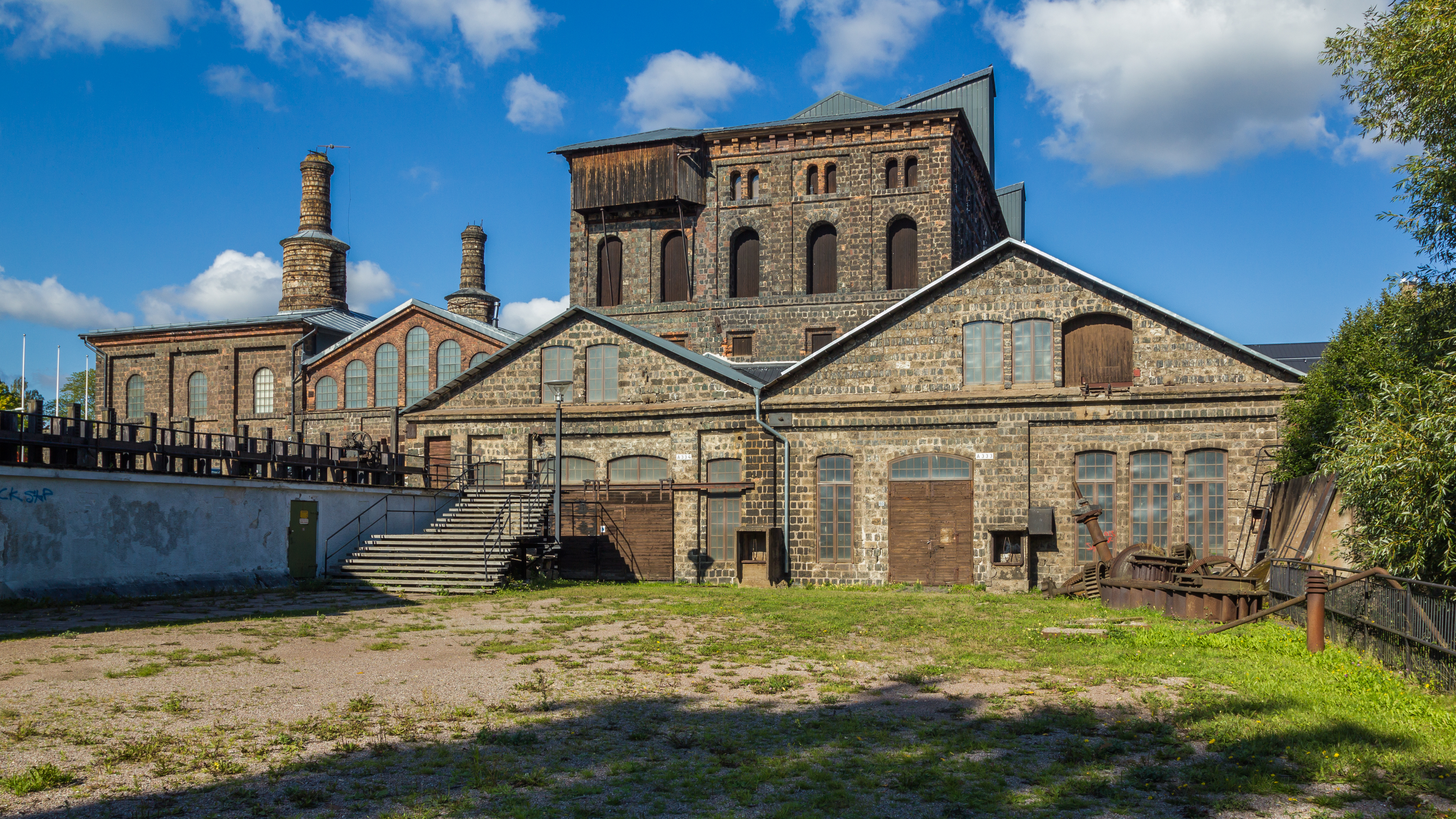
"Verket" i Avesta.

När Avesta inpå 1900-talet åter började växa tillkom en ny stadsplan som bland annat innehöll Markustorget söder om järnvägen, Avestas nya huvudtorg. Norr om Markustorget ligger idag gallerian Plushuset. Det byggdes tvärs över Kungsgatan, som går inomhus genom byggnaden. Aaltohuset, som är ett blått höghus ritat av den finske arkitekten Alvar Aalto och uppfört 1960 av byggmästaren Ernst Sundh med namnet Sundh-Center, är ett blickfång i Kungsgatans andra ände som där övergår i Dalavägen mot Krylbo. Avesta har under 1900-talet expanderat både kontinuerligt söderut, samt i nya hyreshus- och villaområden i Månsbo, Högbo, Skogsbo och Rutbo norr om älven. I östra Högbo finns ett mindre handelsområde runt Dalahästen, som är världens största dalahäst, gjord i betong. Dessutom har Avesta i öster växt ihop med Krylbo och Karlbo. I Krylbo är ett flertal gator kring radhusområdet uppkallade efter järnvägsnära företeelser, såsom Banmästargränd, Tågmästargränd och Lokförargränd. Flera skulpturer av Lars Andersson (1910–2005) finns i staden, såsom den rostfria visenten i Stadsparken (tidigare vid järnverket) och Hanseman i brons vid Markusskolan.

### Stadsdelar
Skogsbo är belägen norr om riksväg 70 mellan Koppardalen och Grytnäs och är en del av Grytnäs socken. I Skogsbo finns tre skolor, Skogsbo skola, Klockarskolan och "Grytnäs friskola", en möbelaffär, handelsträdgård, en mataffär och en vitvarubutik. Här finns också Skogsbo SK (ishockey) och Skogsbo/Avesta IF (fotboll) som håller till på Klockarvallen. Ishockeyspelaren Nicklas Lidström är uppväxt i Högbo.
I Karlbo finns skalden Erik Axel Karlfeldts barndomshem Tolvmansgården. Utanför Karlbo ligger Brunnbäck, där det första slaget i Gustav Vasas krig mot danskarna utkämpades 1521.

## Kommunikationer

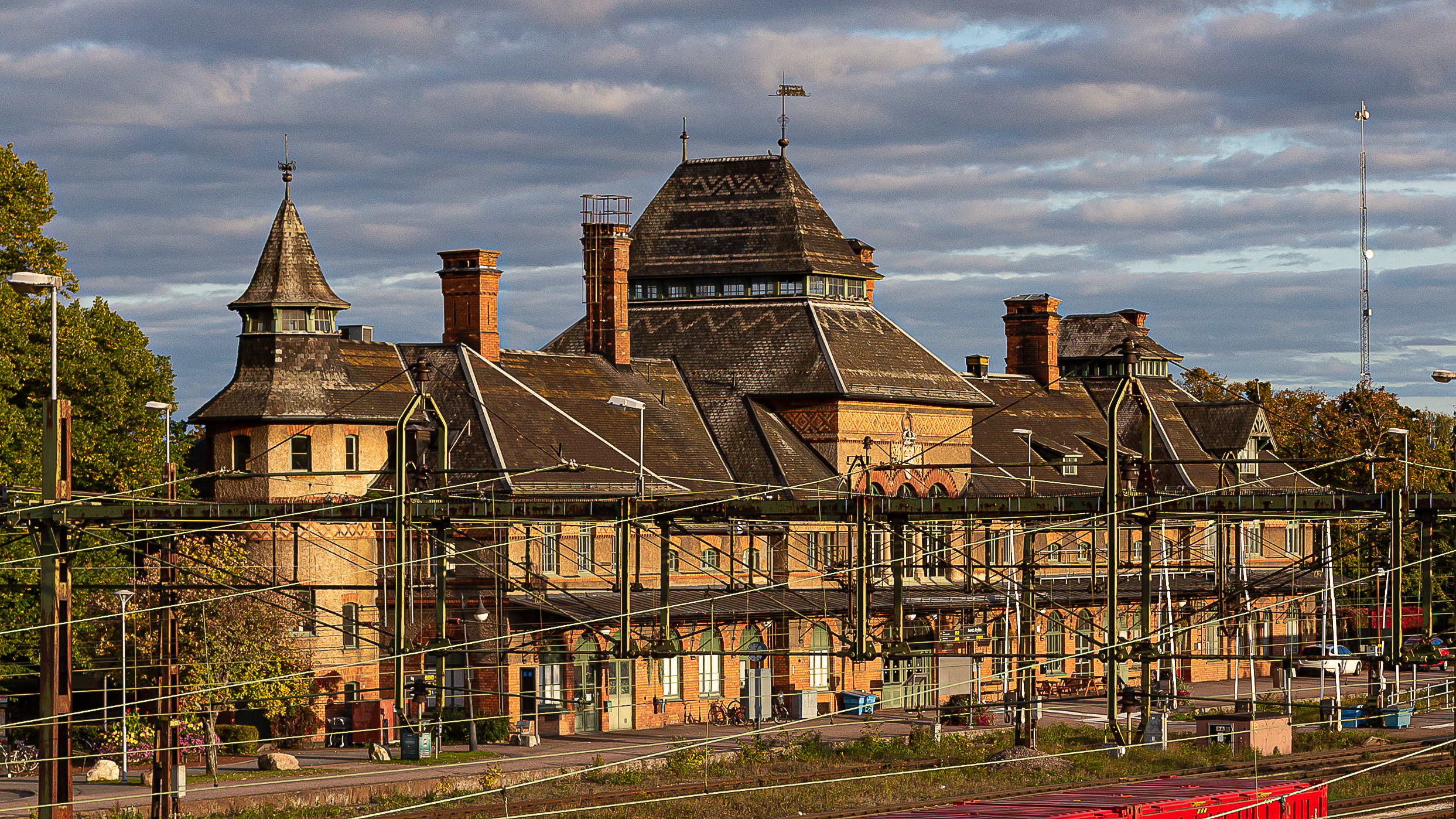
Avesta Krylbo station

Avesta är en viktig järnvägsknut; vid stationen Avesta Krylbo i Krylbo möts Dalabanan (Uppsala–Avesta Krylbo–Borlänge–Mora) och Godsstråket genom Bergslagen (Hallsberg–Fagersta–Avesta Krylbo–Storvik). I centrala Avesta finns stationen Avesta centrum (längs Dalabanan). I Avesta möts också riksvägarna 70 och 68, som går mer eller mindre parallellt med järnvägarna.

## Näringsliv

### Bankväsende
Norrköpings enskilda bank hade ett kommissionskontor i Avesta på 1870-talet, men det drogs in år 1880. Även Grytnäs och Avesta folkbank grundades på 1870-talet. Folkbanken ombildades till Aktiebolaget Avesta folkbank år 1904. Senare tillkom ett kontor för Gävleborgs handelsbank som snart gick upp i Norrlandsbanken. År 1914 övertogs Avesta folkbank av Uplands enskilda bank. Norrlandsbanken uppgick därefter i Svenska Handelsbanken.
Folkare sparbank grundades år 1919. Även Kopparbergs läns sparbank hade kontor i Avesta. Båda slogs år 1969 samman för att bli Länssparbanken Dalarna, som senare uppgick i Swedbank.
Den 26 juli 2021 stänger Handelsbanken. Därefter finns Nordea och Swedbank kvar i Avesta.

## Idrott
Från Avesta kommer friidrottsklubben IK Stål. Stavhopparen Armand Duplantis mamma Helena kommer från Avesta och hennes familj har alla varit involverade i IK Stål.

## Galleri

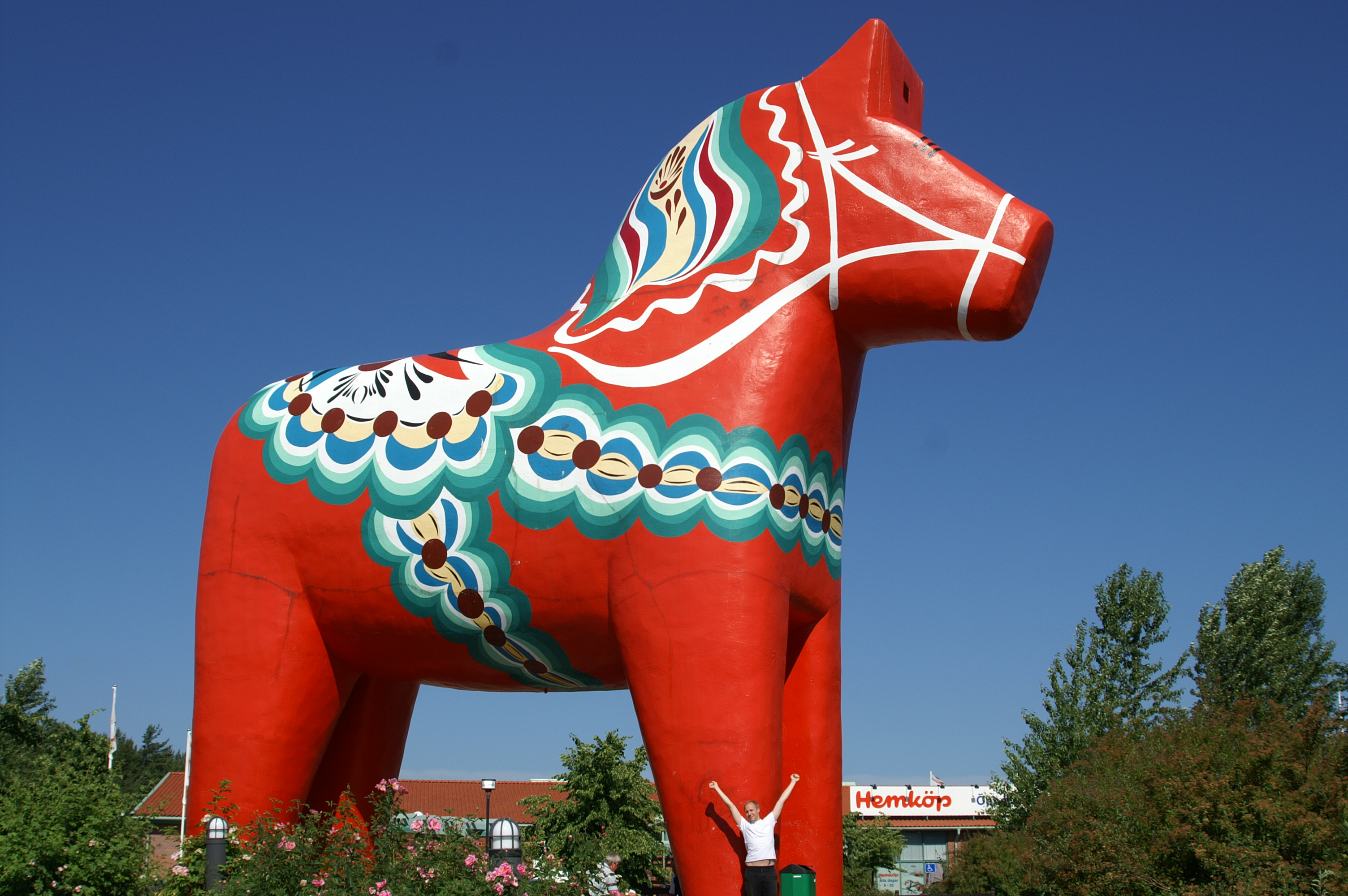
I stadsdelen Åsbo finns världens största dalahäst
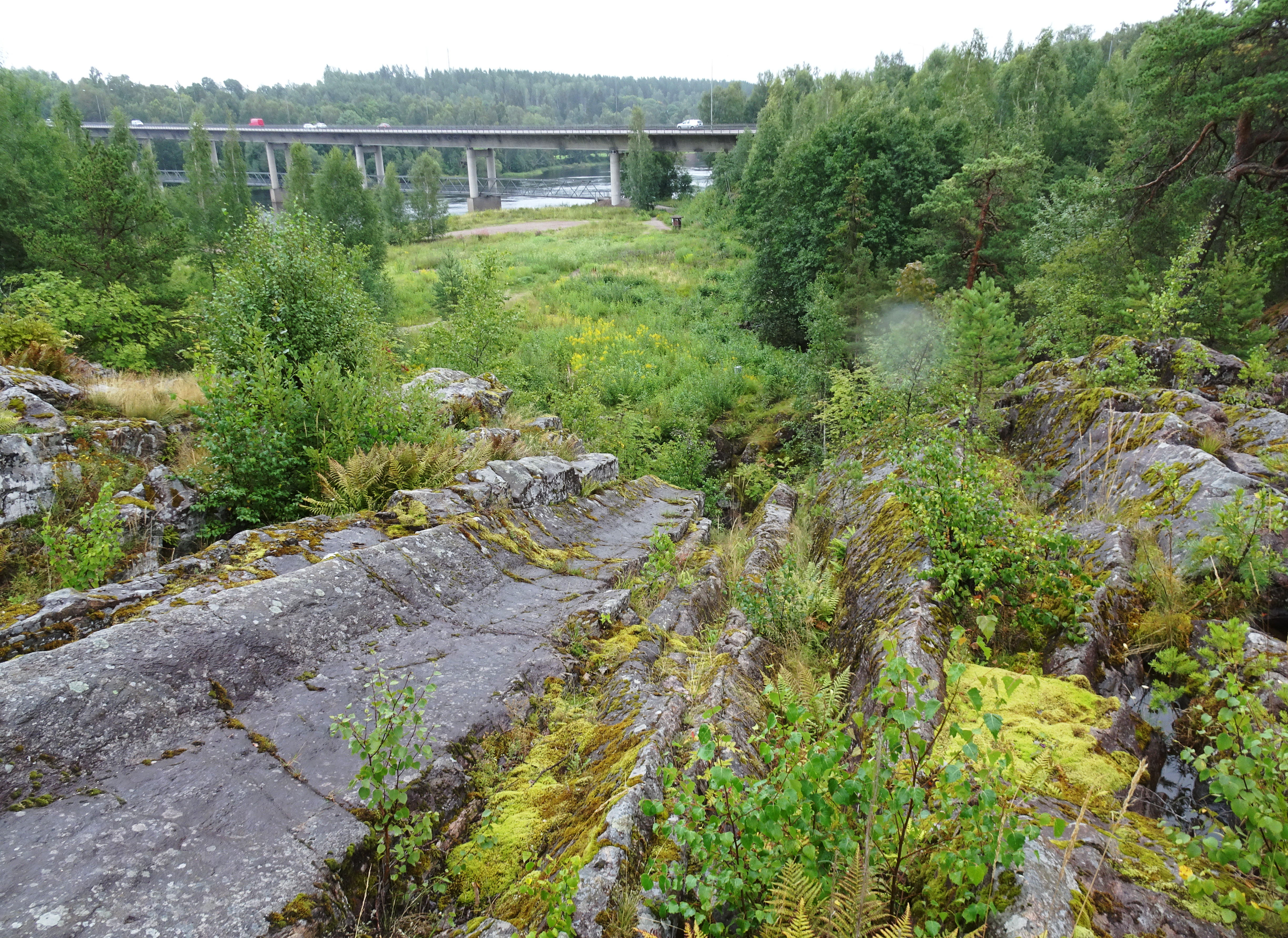
Döda Fallen
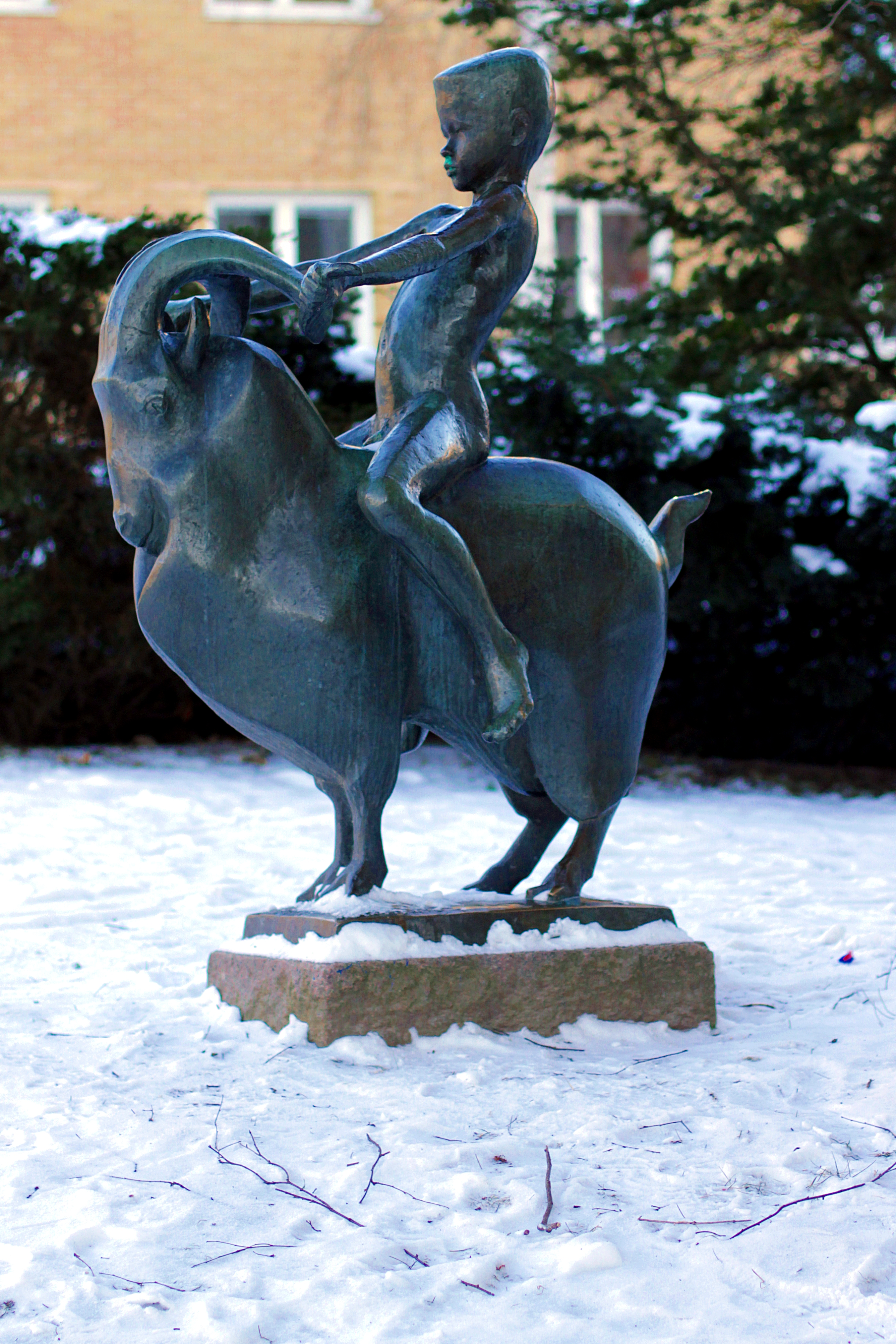
Hanseman av Lars Andersson
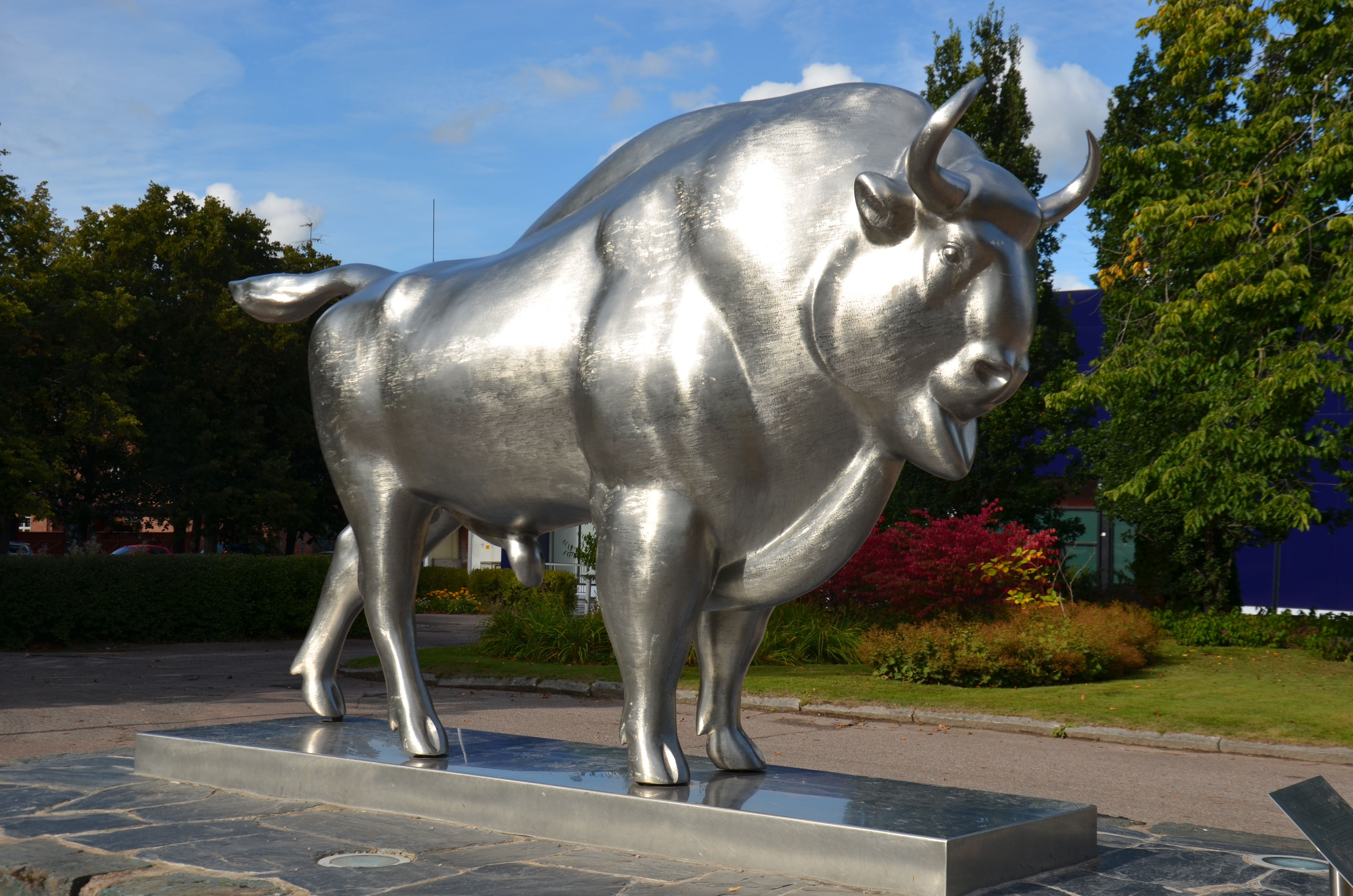
Visent av Lars Andersson.
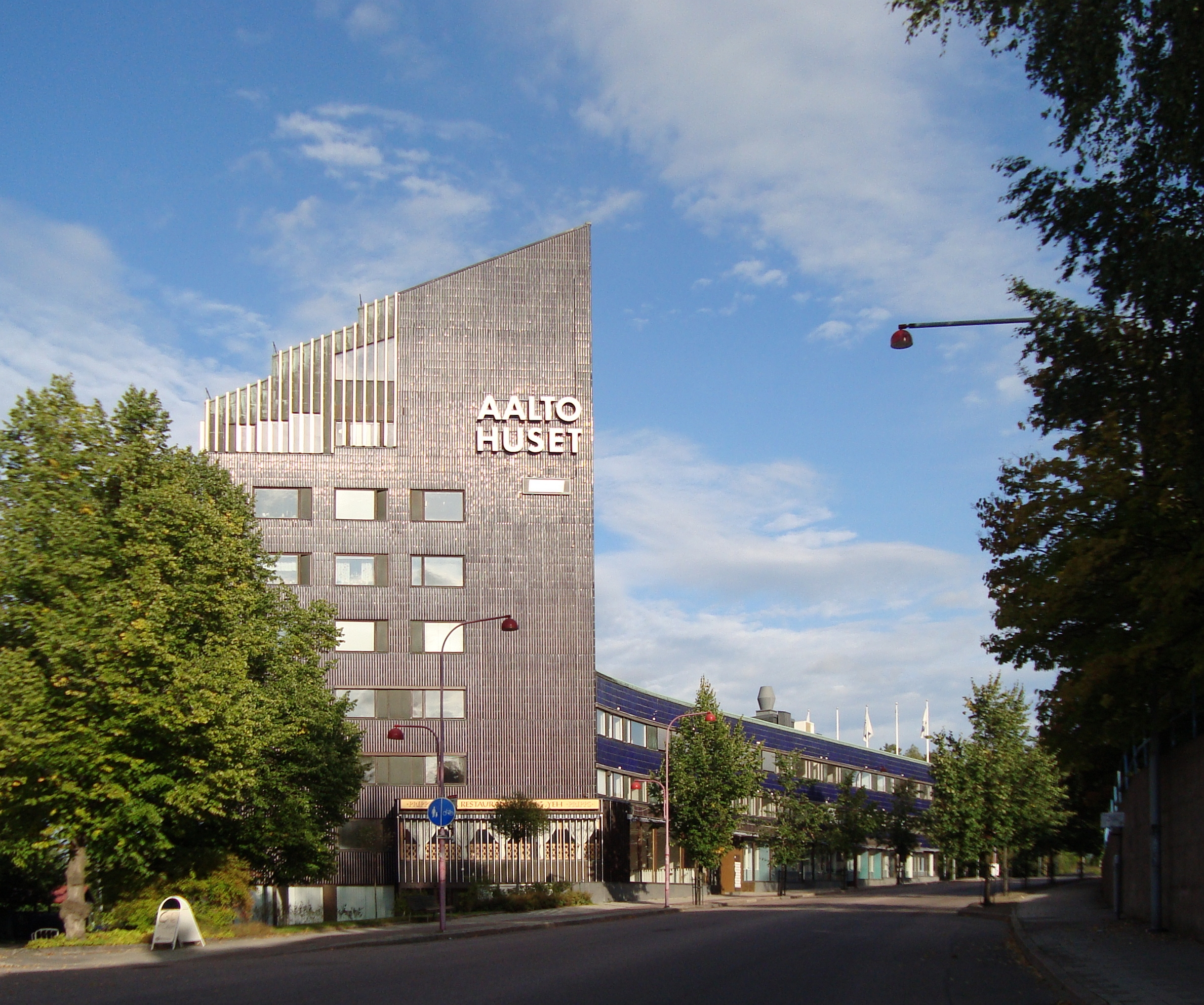
Aaltohuset i Avesta
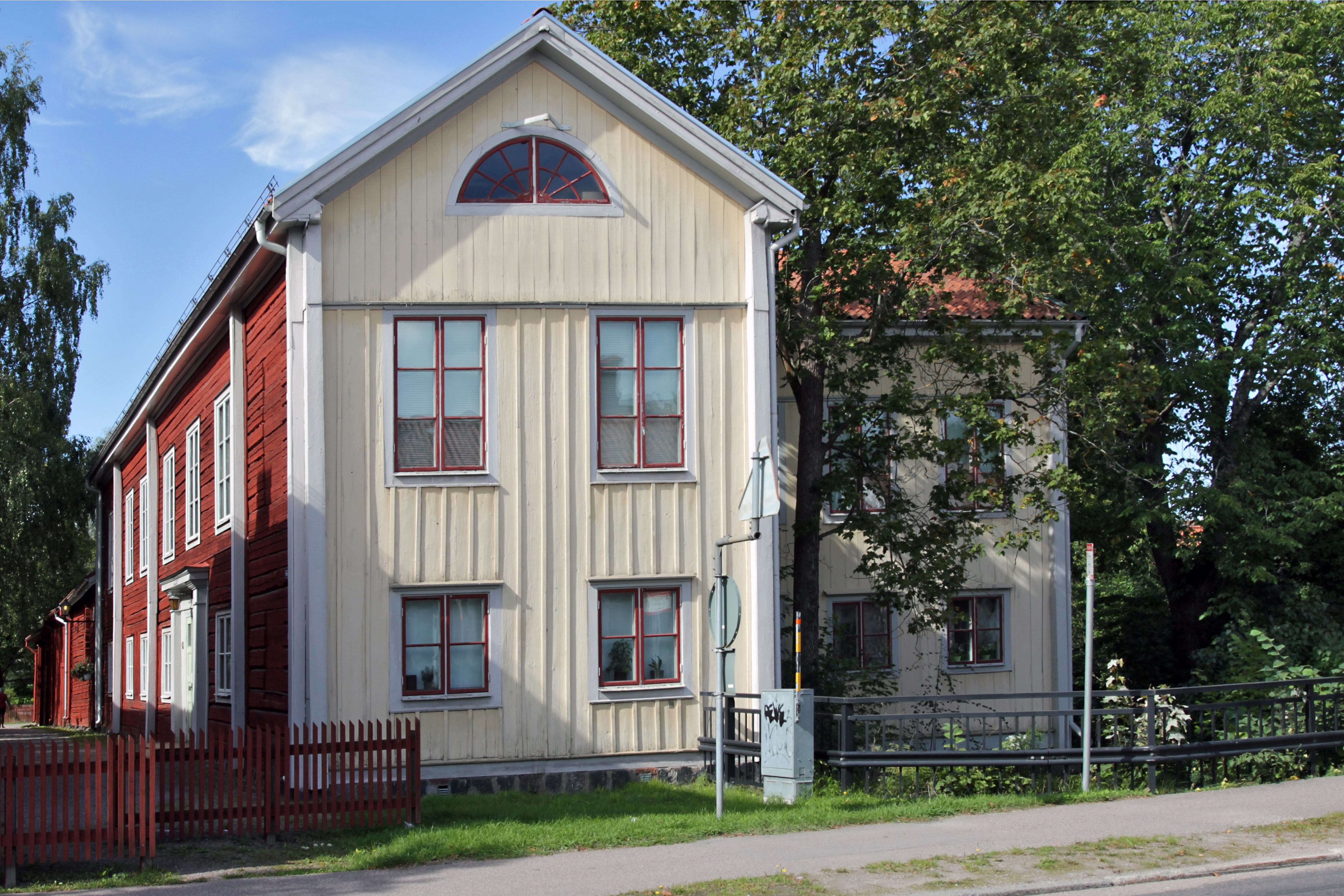
Böösgården